# Leptictidium auderiense
A Leptictidium auderiense az emlősök (Mammalia) osztályának fosszilis Leptictida rendjébe, ezen belül a Pseudorhyncocyonidae családjába tartozó faj.

## Tudnivalók
A Leptictidium auderienset Heinz Tobien írta le először 1962-ben. Ő néhány alsó állkapocs alapján írta le az állatot. Ezek a maradványok az eocénhez tartozó lutetiai korszakból származnak. Tobien az állat leirásához egy kisebb csontvázat is bele foglalt, de 1985-ben Storch és Lister bebizonyították, hogy ez a csontváz nem is tartozik a Leptictidium nemhez. A nyolc Leptictidium faj közül ez volt a legkisebb, csak 60 centiméter hosszú volt. A Messel lelőhelynél már több csontvázat is megtaláltak. Christian Mathis észrevételezi az alsó P4-es előzápfog meziobukkális különleges fejlődését. Az előzápfogak és a zápfogak meglehetősen aprók volta az egész fogazat méretéhez képest. A faj az egykori római településről, Auderiáról kapta a nevét. A település mai neve, Dieburg, és Németországban helyezkedik el.